# Équipe d'Azerbaïdjan de football
Cet article traite de l'équipe masculine. Pour l'équipe féminine, voir Équipe d'Azerbaïdjan féminine de football.
Maillots
L'équipe d'Azerbaïdjan de football est constituée par une sélection des meilleurs joueurs azéris sous l'égide de la Fédération d'Azerbaïdjan de football.

## Histoire

### Des hauts et des bas
À peine l'équipe créée, l'Azerbaïdjan connaît les débuts les plus horribles qui soient, notamment avec une défaite 5-0 contre Malte qui lui vaudra le pire classement de son histoire, malgré une défaite 1-2 contre les Turcs et un match nul 0-0 contre ces mêmes Turcs. L'Azerbaïdjan est alors 170e au classement FIFA.
Pratiquement 13 ans plus tard, l'équipe a progressé de 20 places en un mois. 7 ans plus tard, en juillet 2014, l'équipe est 73e soit 97 postes de plus qu'il y a 20 ans. Mais à peine trois mois après, une catastrophe se produit : après avoir accroché mais sans vaincre l'Italie avec une défaite 2-1, l'équipe est écrasée par la Croatie sur le score de 6-0. Le calvaire continue après la défaite 0-1 contre les 68es au classement, norvégiens. Six matches sont prévus en 2015 : l'équipe jouera contre Malte à deux reprises, tentera de prendre sa revanche en Norvège et jouera aussi en Italie, en Croatie et en Bulgarie.

### Éliminatoires de l'Euro 2012
Lors des éliminatoires de l'Euro 2012, l'Azerbaïdjan commence par deux tristes prestations à l'extérieur contre l'Allemagne (défaite 6-1) et contre l'Autriche (défaite 3-0). Les joueurs vont ensuite se racheter devant leur public en battant la Turquie (victoire 1-0). Cela ne sera que de courte durée, étant donné le score de leur rencontre avec la Belgique (défaite 4-1). Ils se reprendront par la suite, auteurs d'un très bon match nul contre ces mêmes Belges (1-1), avant de s'imposer face au Kazakhstan (2-1).

### Éliminatoires de la Coupe du monde 2014 et 2018
Dans le groupe F des éliminatoires pour le Mondial 2014, l'Azerbaïdjan termine à la 4e place d'un groupe de 6 équipes avec 9 points, grâce un succès (2-0) à domicile sur l'Irlande du Nord, 6 matchs nuls et seulement 3 défaites. Les Azéris ont notamment tenu en échec Israël (1-1 à chaque fois) et la Russie à domicile (1-1). Il s'agit à ce jour des phases qualificatives où la sélection caucasienne a connu le plus faible nombre de défaites.
Dans le groupe C des éliminatoires pour le Mondial 2018, l'Azerbaïdjan termine à l'avant-dernière place du groupe mais réalise le meilleur bilan comptable de son histoire en qualifications d'une phase finale d'une Coupe du monde ou d'un Championnat d'Europe, en obtenant 10 points grâce à deux victoires sur Saint-Marin, mais également un succès à domicile (1-0) contre la Norvège et un nul (0-0) en République tchèque.

## Palmarès
L'Azerbaïdjan ne s'est encore jamais qualifié pour une phase finale d'une compétition majeure de football. 

### Parcours enCoupe du monde
| Année | Position     |      | Année         | Position |               | Année | Position |
| 1930  | Non inscrite | 1974 | Non inscrite  | 2010     | Non qualifiée |       |          |
| 1934  | Non inscrite | 1978 | Non inscrite  | 2014     | Non qualifiée |       |          |
| 1938  | Non inscrite | 1982 | Non inscrite  | 2018     | Non qualifiée |       |          |
| 1950  | Non inscrite | 1986 | Non inscrite  | 2022     | Non qualifiée |       |          |
| 1954  | Non inscrite | 1990 | Non inscrite  | 2026     | À venir       |       |          |
| 1958  | Non inscrite | 1994 | Non inscrite  | 2030     | À venir       |       |          |
| 1962  | Non inscrite | 1998 | Non qualifiée | 2034     | À venir       |       |          |
| 1966  | Non inscrite | 2002 | Non qualifiée |          |               |       |          |
| 1970  | Non inscrite | 2006 | Non qualifiée |          |               |       |          |

### Parcours enChampionnat d'Europe
| Année | Position     |      | Année         | Position |               | Année | Position |
| 1960  | Non inscrite | 1988 | Non inscrite  | 2016     | Non qualifiée |       |          |
| 1964  | Non inscrite | 1992 | Non inscrite  | 2020     | Non qualifiée |       |          |
| 1968  | Non inscrite | 1996 | Non qualifiée | 2024     | Non qualifiée |       |          |
| 1972  | Non inscrite | 2000 | Non qualifiée | 2028     | À venir       |       |          |
| 1976  | Non inscrite | 2004 | Non qualifiée | 2032     | À venir       |       |          |
| 1980  | Non inscrite | 2008 | Non qualifiée |          |               |       |          |
| 1984  | Non inscrite | 2012 | Non qualifiée |          |               |       |          |

### Parcours enLigue des nations
| Édition   | Ligue | Phase de Groupe | Phase de Groupe | Phase de Groupe | Phase de Groupe | Phase de Groupe | Phase de Groupe | Phase de Groupe | Phase finale | Phase finale | Phase finale | Phase finale | Phase finale | Phase finale | Phase finale | Phase finale |
| Édition   | Ligue | Class.          | M               | V               | N               | D               | bp              | bc              | Pays hôte    | Résultat     | M            | V            | N            | D            | bp           | bc           |
| --------- | ----- | --------------- | --------------- | --------------- | --------------- | --------------- | --------------- | --------------- | ------------ | ------------ | ------------ | ------------ | ------------ | ------------ | ------------ | ------------ |
| 2018-2019 | D     | 2/4             | 6               | 2               | 3               | 1               | 7               | 6               | 2019         | Inéligible   | Inéligible   | Inéligible   | Inéligible   | Inéligible   | Inéligible   | Inéligible   |
| 2020-2021 | C     | 3/4             | 6               | 1               | 3               | 2               | 2               | 4               | 2021         | Inéligible   | Inéligible   | Inéligible   | Inéligible   | Inéligible   | Inéligible   | Inéligible   |
| 2022-2023 | C     | 2/4             | 6               | 3               | 1               | 2               | 7               | 4               | 2023         | Inéligible   | Inéligible   | Inéligible   | Inéligible   | Inéligible   | Inéligible   | Inéligible   |
| 2024-2025 | C     | 4/4             | 6               | 0               | 1               | 5               | 3               | 17              | 2025         | Inéligible   | Inéligible   | Inéligible   | Inéligible   | Inéligible   | Inéligible   | Inéligible   |
| Total     | Total | Total           | 24              | 6               | 8               | 10              | 19              | 31              | Total        | Total        | 0            | 0            | 0            | 0            | 0            | 0            |

## Records

### Joueurs les plus sélectionnés
| Rang | Nom             | Sélections | Buts | Carrière  |
| ---- | --------------- | ---------- | ---- | --------- |
| 1    | Rashad Sadygov  | 111        | 5    | 2001-2017 |
| 2    | Maksim Medvedev | 81         | 4    | 2009-2024 |
| 3    | Aslan Kerimov   | 80         | 1    | 1994-2008 |
| 4    | Kamran Agayev   | 79         | 0    | 2008-2018 |
| 5    | Gara Garayev    | 76         | 0    | 2013-     |
| 5    | Mahir Shukurov  | 76         | 4    | 2004-2014 |
| 7    | Tarlan Ahmadov  | 74         | 0    | 1992-2005 |
| 8    | Mahmud Gurbanov | 71         | 1    | 1994-2008 |
| 8    | Badavi Guseynov | 71         | 1    | 2012-     |
| 10   | Gurban Gurbanov | 68         | 14   | 1992-2005 |

### Meilleurs buteurs
| Rang | Nom              | Buts | Sélections | Carrière  |
| ---- | ---------------- | ---- | ---------- | --------- |
| 1    | Emin Makhmudov   | 14   | 48         | 2016-     |
| 1    | Gurban Gurbanov  | 14   | 68         | 1992-2005 |
| 3    | Ramil Sheydayev  | 10   | 59         | 2016-     |
| 4    | Vagif Javadov    | 9    | 58         | 2006-2014 |
| 5    | Elvin Mammadov   | 7    | 39         | 2008-2017 |
| 5    | Branimir Subašić | 7    | 40         | 2007-2013 |
| 5    | Rauf Aliyev      | 7    | 46         | 2010-     |
| 5    | Dimitrij Nazarov | 7    | 46         | 2014-     |
| 9    | Zaur Tagizade    | 6    | 40         | 1997-2008 |
| 9    | Mahir Emreli     | 6    | 48         | 2017-     |

## Classement FIFA
| Année              | 1994 | 1995 | 1996 | 1997 | 1998 | 1999 | 2000 | 2001 | 2002 | 2003 | 2004 | 2005 | 2006 | 2007 | 2008 | 2009 | 2010 | 2011 | 2012 | 2013 | 2014 | 2015 | 2016 | 2017 | 2018 | 2019 | 2020 | 2021 | 2022 | 2023 | 2024 |
| ------------------ | ---- | ---- | ---- | ---- | ---- | ---- | ---- | ---- | ---- | ---- | ---- | ---- | ---- | ---- | ---- | ---- | ---- | ---- | ---- | ---- | ---- | ---- | ---- | ---- | ---- | ---- | ---- | ---- | ---- | ---- | ---- |
| Classement mondial | 200  | 200  | 125  | 123  | 99   | 97   | 115  | 113  | 113  | 119  | 113  | 114  | 125  | 115  | 134  | 114  | 98   | 112  | 118  | 94   | 135  | 117  | 90   | 117  | 107  | 114  | 109  | 120  | 121  | 114  | 117  |

## Sélectionneurs
Les sélectionneurs en italique ont assuré l'intérim.
Mis à jour le 11 juin 2025.
| Sélectionneur                          | Période              | Matchs | Gagnés | Nuls | Perdus | Gagnés % |
| -------------------------------------- | -------------------- | ------ | ------ | ---- | ------ | -------- |
| Ahmad Alaskarov (en)                   | 1992                 | 1      | 0      | 0    | 1      | 0        |
| Alakbar Mammadov                       | 1992-1993            | 4      | 3      | 1    | 0      | 75       |
| Kazbek Tuaev Aghasalim Mirjavadov (en) | 1994                 | 1      | 0      | 0    | 1      | 0        |
| Aghasalim Mirjavadov (en)              | 1994-1995            | 9      | 0      | 0    | 9      | 0        |
| Kazbek Tuaev                           | 1995-1996            | 11     | 3      | 3    | 5      | 27,27    |
| Vagif Sadygov (en)                     | 1997-1998            | 20     | 6      | 3    | 11     | 30       |
| Ahmad Alaskarov (en)                   | 1999-2000            | 9      | 1      | 2    | 6      | 11,11    |
| Asgar Abdullayev (en)                  | 2000                 | 4      | 0      | 2    | 2      | 0        |
| Igor Ponomaryov                        | 2000-2001            | 15     | 2      | 2    | 11     | 13,33    |
| Kazbek Tuaev                           | 2002                 | 2      | 0      | 0    | 2      | 0        |
| Vagif Sadygov (en)                     | 2002                 | 8      | 1      | 4    | 3      | 12,5     |
| Asgar Abdullayev (en)                  | 2002-2003            | 9      | 1      | 2    | 6      | 11,11    |
| Carlos Alberto Torres                  | 2004-2005            | 18     | 2      | 6    | 10     | 11,11    |
| Vagif Sadygov (en)                     | 2005                 | 4      | 0      | 1    | 3      | 0        |
| Shahin Diniyev                         | 2006-2007            | 20     | 4      | 7    | 9      | 20       |
| Gjoko Hadžievski                       | 2007-2008            | 3      | 0      | 1    | 2      | 0        |
| Nazim Suleymanov                       | 2008                 | 1      | 0      | 0    | 1      | 0        |
| Berti Vogts                            | 2008-2014            | 71     | 15     | 22   | 34     | 21,13    |
| Mahmud Gurbanov                        | 2014                 | 1      | 0      | 0    | 1      | 0        |
| Robert Prosinečki                      | 2014-oct.2017        | 23     | 6      | 6    | 11     | 26,09    |
| Gurban Gurbanov                        | nov.2017-déc. 2018   | 12     | 4      | 5    | 3      | 33,33    |
| Nikola Jurčević                        | fév. 2019-déc. 2019  | 10     | 1      | 2    | 7      | 10       |
| Gianni De Biasi                        | juil. 2020-nov. 2023 | 39     | 10     | 8    | 21     | 25,64    |
| Arif Asadov                            | 2024                 | 4      | 2      | 1    | 1      | 50       |
| Fernando Santos                        | 2024-                | 10     | 0      | 2    | 8      | 0        |